# Johann Hingsamer
Johann Hingsamer, auch Hans Hingsamer (* 24. Februar 1956 in Eggerding) ist ein österreichischer Landwirt und Politiker (ÖVP) aus Oberösterreich. Hingsamer war von 1997 bis 2021 Abgeordneter zum Oberösterreichischen Landtag. Von 2010 bis 2022 war er Präsident des Oberösterreichischen Gemeindebundes.

## Leben
Hingsamer besuchte die Volksschule in Eggerding und die Hauptschule in Schärding, bevor er an die Landwirtschaftliche Fachschule Otterbach in St. Florian am Inn wechselte. 1974 legte er die Facharbeiterprüfung ab, 1979 die Meisterprüfung. Hingsamer bewirtschaftet einen landwirtschaftlichen Betrieb in seiner Heimatgemeinde Eggerding.
Hingsamer ist verheiratet und hat drei Kinder. 2022 wurde er zum Ehrenbürger der Gemeinde Eggerding ernannt.

## Politik
Von 1991 bis 2020 war Hingsamer Bürgermeister von Eggerding. Er wurde 1998 in den Vorstand des Oberösterreichischen Gemeindebundes gewählt, war ab 2001 Erster Vizepräsident des Vereins und ab 2010 dessen Präsident. Seit 2002 ist Hingsamer zudem Präsidiumsmitglied beim Roten Kreuz. Hingsamer vertritt die ÖVP seit 1997 mit wenigen Tagen Unterbrechung im Jahr 2003 durchgehend als Abgeordneter im Oberösterreichischen Landtag. Er ist in der XXVI. Gesetzgebungsperiode Obmann des Ausschusses für volkswirtschaftliche Angelegenheiten und vertritt die ÖVP in den Ausschüssen für allgemeine innere Angelegenheiten, Umweltangelegenheiten sowie im Kulturausschuss.
2022 übergab Hans Hingsamer sein Amt als Präsident des Oberösterreichischen Gemeindebundes an Bürgermeister und Landtagsabgeordneten Christian Mader.